# Néstor Rossi

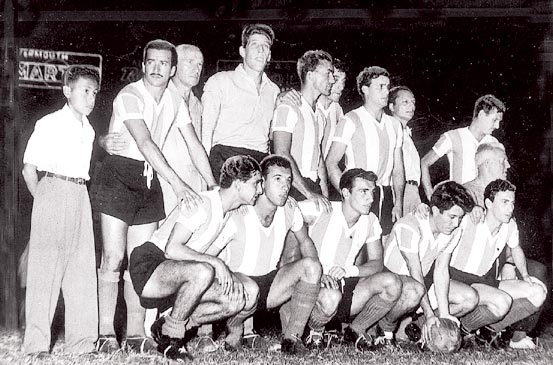
Copa América 1957 Sieger Argentinien: J. C. Giménez, Guillermo Stábile (Trainer), R. Domínguez, P. Dellacha, Néstor Rossi, F. Vairo und Á. Schandlein. Vorne: O. Corbatta, H. Maschio, A. Angelillo, O. Sívori, O. Cruz.

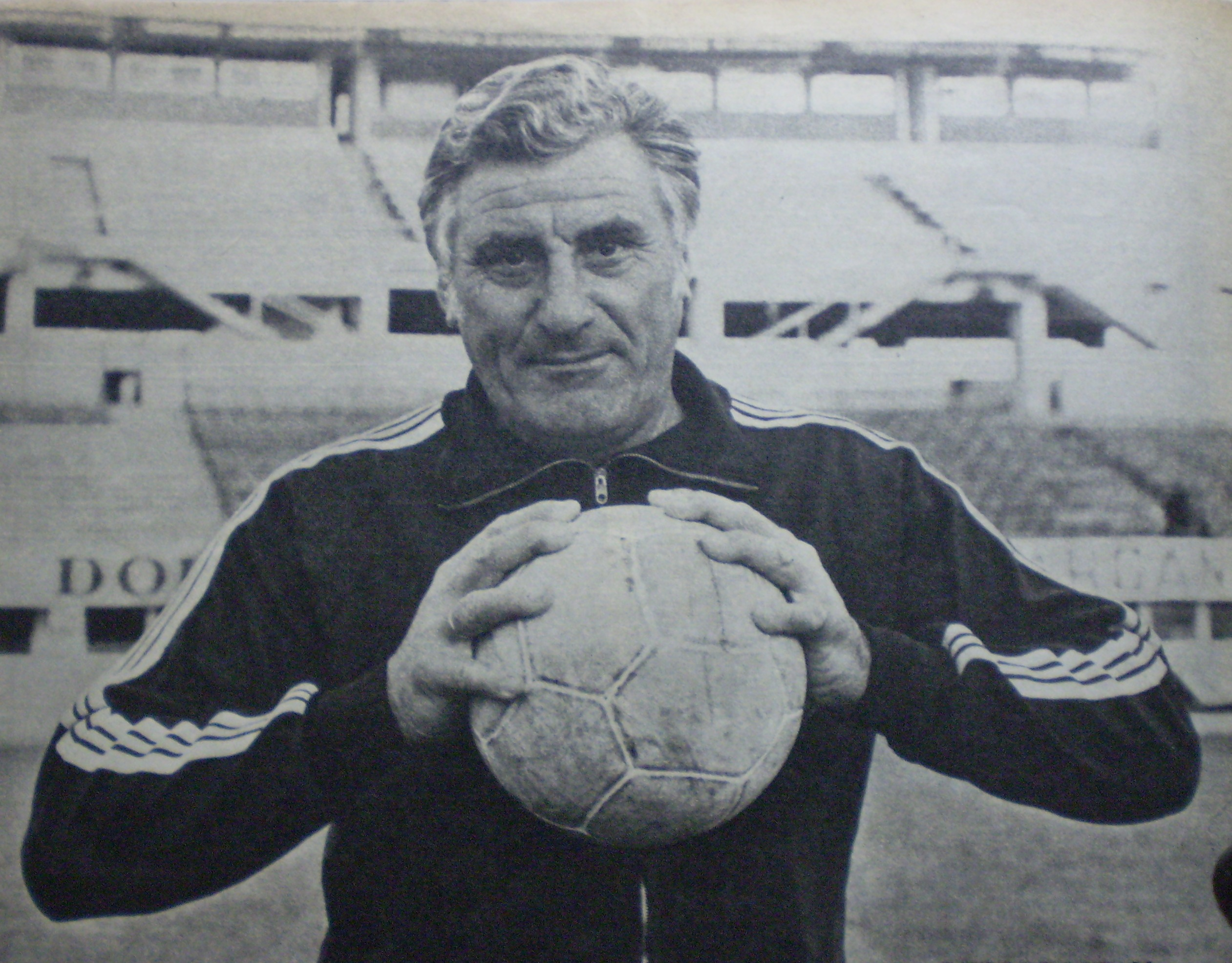
Pipo Rossi in seinen Trainerjahren

Néstor Raúl Rossi, allgemein auch als Pipo Rossi bekannt (* 10. Mai 1925 im Viertel Parque Patricios von Buenos Aires; † 13. Juni 2007 in Buenos Aires), war ein argentinischer Fußballspieler und -trainer. 
Mit Argentinien gewann der Verteidiger zweimal die Copa América. Auf Vereinsebene war er Teil der Goldenen Ären sowohl von River Plate in Buenos Aires als auch des CD Los Millonarios in der kolumbianischen Hauptstadt Bogotá.
Seine enorme Kehlkraft erlaubte es ihm, sich jederzeit deutlichst über das gesamte Spielfeld hinweg verständlich zu machen. Da er dies auch gerne ausnutzte, wurde ihm auch der Beiname La Voz (Die Stimme) zuteil.

## Spielerlaufbahn
Der Innenverteidiger mit der Nummer 5, der oft Ausflüge ins Mittelfeld unternahm, begann seine Profikarriere 1945 bei River Plate und gewann die Meisterschaften 1945 und 1947. Er war dabei Teil der berühmten la Maquina („Maschine“), einer der herausragendsten Vereinsmannschaften aller Zeiten. Bedeutende Mitspieler waren hier Juan Carlos Muñoz, José Manuel Moreno, Adolfo Pedernera, Angel Labruna und Félix Loustau. Im gleichen Jahr wie Rossi schloss sich auch Alfredo Di Stéfano River Plate an.
1949 wechselte er in die kolumbianische Hauptstadt Bogotá zu CD Los Millonarios. Auch Pedernera und Di Stéfano – mit denen Rossi zeitlebens eine enge Freundschaft verband – wechselten in jener Zeit zu den Millonarios. Die Mannschaft entwickelte sich bald zum Balet Azul – dem blauen Ballet – und galt als beste Vereinsmannschaft ihrer Zeit. Dieser Ruf wurde auch auf mit großen Erfolgen bei einigen legendären Tourneen nach Europa manifestiert. Rossi blieb sechs Jahre in Bogotá und gewann dabei bis 1954 viermal die Meisterschaft sowie 1953 auch den Pokal von Kolumbien. 
1955 kehrte Pipo Rossi zurück zu River Plate und spielte dort noch bis 1958. In dieser Phase gewann er noch drei weitere Male die argentinische Meisterschaft. Insgesamt holte er damit mit River Plate fünf nationale Meisterschaften. 
Seine Spielerkarriere ließ er beim Bonarenser Vorortsverein CA Huracán ausklingen.
Er nahm mit der argentinischen Nationalmannschaft mehrmals an der Copa América teil und gewann den Titel in den Ausspielungen von 1947 und 1957. Außerdem nahm er an der Fußball-Weltmeisterschaft 1958 in Schweden teil.

## Trainerlaufbahn
Nachdem Rossi seine Spielerlaufbahn beendet hatte, arbeitete er als Trainer. Seine erste Station war bei Huracán. Von 1961 bis 1962 trainierte er River Plate. 1974 kehrte er noch einmal zu River zurück. Dabei gab der argentinische Weltmeisterschaftskapitän von 1978 Daniel Passarella sein Debüt. 
1965 übernahm Pipo Rossi in Nachfolge seines durch einen Autounfall verhinderten Freundes Adolfo Pedernera das Training von Rivers Hauptkonkurrenten, den Boca Juniors und wurde mit dem Klub Meister.
Weitere Trainerstationen Rossis waren Racing Club Avellaneda in 1963, CD Los Millonarios, FC Granada 1971–72 in Spanien, Club Cerro Porteño in Paraguay, Club Atlético Atlanta, erneut in Spanien der FC Elche und die All Boys in Buenos Aires und CA Colón in Santa Fe.
1962 stand er auch für ein Spiel der Argentinischen Nationalmannschaft vor.

## Privat
Am 30. Mai 1957 heiratete Pipo Rossi Fátima Akil, mit der er die Töchter Alejandra Pía und Fabiola Paula hatte. Die letztere heiratete wiederum den Fußballspieler und Trainer Jorge Burruchaga, Torschütze des Siegtores im Finale der Fußball-Weltmeisterschaft 1986.
Néstor „Pipo“ Rossi starb am 13. Juni 2007 im Alter von 82 Jahren in einem Krankenhaus in Buenos Aires nach langer, schwerer Krankheit. Er wurde auf dem Friedhof Cementerio Municipal de San Isidro beigesetzt.

## Erfolge
Als Spieler
- Copa América: 1947, 1957

- Meister von Argentinien: 1945, 1947, 1955, 1956, 1957
- Meister von Kolumbien: 1949, 1951, 1952, 1953
- Pokal von Kolumbien: 1953

Als Trainer
- Meister von Argentinien: 1965